# Élections législatives de 1958 dans la Côte-d'Or
Les élections législatives françaises de 1958 se déroulent les 23 et 30 novembre 1958. Dans le département de la Côte-d'Or, quatre députés sont à élire dans le cadre de quatre circonscriptions.

## Élus
| Circonscription | Député élu      | Parti | Parti |
| --------------- | --------------- | ----- | ----- |
| 1re             | Félix Kir       |       | CNIP  |
| 2e              | François Japiot |       | CNIP  |
| 3e              | Albert Lalle    |       | CNIP  |
| 4e              | Marcel Roclore  |       | CNIP  |

## Système électoral
Pour la première fois depuis 1936, les élections législatives ont lieu au scrutin uninominal majoritaire à deux tours dans des circonscriptions uninominales.
Est élu au premier tour le candidat qui réunit la majorité absolue des suffrages exprimés et un nombre de voix au moins égal au quart (25 %) des électeurs inscrits dans la circonscription. Si aucun des candidats ne satisfait ces conditions, un second tour est organisé entre les candidats ayant réuni un nombre de voix au moins égal à 5 % des suffrages exprimés. Au second tour, le candidat arrivé en tête est déclaré élu.
Le seuil de qualification, basé sur un pourcentage relativement faible des suffrages exprimés, tend à faciliter l'accès au second tour de plus de deux candidats. Les candidats en lice au second tour peuvent ainsi fréquemment être trois, un cas de figure appelé « triangulaire ». Lorsque quatre candidats s'affrontent au second tour, on parle de « quadrangulaire ».

## Résultats

### Résultats à l'échelle du département
| Parti          | Parti                                            | Premier tour | Premier tour | Second tour | Second tour | Sièges |
| Parti          | Parti                                            | Voix         | %            | Voix        | %           | Sièges |
| -------------- | ------------------------------------------------ | ------------ | ------------ | ----------- | ----------- | ------ |
|                | Centre national des indépendants et paysans      | 60 345       | 37,86        | 78 870      | 51,56       | 4      |
|                | Modérés                                          | 21 930       | 13,76        | 16 905      | 11,05       | 0      |
|                | Union pour la nouvelle République                | 20 348       | 12,77        | 13 108      | 8,57        | 0      |
|                | Droite parlementaire                             | 102 623      | 64,39        | 108 883     | 71,18       | 4      |
|                |                                                  |              |              |             |             |        |
|                | Parti communiste français                        | 24 272       | 15,23        | 27 717      | 18,12       | 0      |
|                | Section française de l'Internationale ouvrière   | 23 419       | 14,69        | 16 371      | 10,70       | 0      |
|                | Union et fraternité française                    | 4 739        | 2,97         | Retrait     | Retrait     | 0      |
|                | Parti républicain, radical et radical-socialiste | 4 324        | 2,71         | Retrait     | Retrait     | 0      |
|                |                                                  |              |              |             |             |        |
| Inscrits       | Inscrits                                         | 220 515      | 100,00       | 220 457     | 100,00      | 4      |
| Abstentions    | Abstentions                                      | 57 035       | 25,86        | 63 233      | 28,68       |        |
| Votants        | Votants                                          | 163 480      | 74,14        | 157 224     | 71,32       |        |
| Blancs et nuls | Blancs et nuls                                   | 4 103        | 2,51         | 4 253       | 2,71        |        |
| Exprimés       | Exprimés                                         | 159 377      | 97,49        | 152 971     | 97,29       |        |

### Résultats par circonscription

#### Première circonscription (Dijon-I)
| Candidat       | Candidat       | Parti          | Premier tour | Premier tour | Second tour | Second tour |  |
| Candidat       | Candidat       | Parti          | Voix         | %            | Voix        | %           |  |
| -------------- | -------------- | -------------- | ------------ | ------------ | ----------- | ----------- |  |
|                | Félix Kir élu  | CNIP           | 19 892       | 43,55        | 24 323      | 57,99       |  |
|                | Pierre Moreau  | Modérés        | 6 578        | 14,4         | 10 595      | 25,26       |  |
|                | Marcel Caignol | PCF            | 6 055        | 13,26        | 7 025       | 16,75       |  |
|                | Eugène Marlot  | SFIO           | 5 759        | 12,61        | Retrait     | Retrait     |  |
|                | Jean Michelin  | UNR            | 4 477        | 9,8          | Retrait     | Retrait     |  |
|                | Paul Loquin    | Modérés        | 2 916        | 6,38         | Retrait     | Retrait     |  |
|                |                |                |              |              |             |             |  |
| Inscrits       | Inscrits       | Inscrits       | 61 906       | 100,00       | 61 904      | 100,00      |  |
| Abstentions    | Abstentions    | Abstentions    | 15 260       | 24,65        | 18 400      | 29,72       |  |
| Votants        | Votants        | Votants        | 46 646       | 75,35        | 43 504      | 70,28       |  |
| Blancs et nuls | Blancs et nuls | Blancs et nuls | 969          | 2,08         | 1 561       | 3,59        |  |
| Exprimés       | Exprimés       | Exprimés       | 45 677       | 97,92        | 41 943      | 96,41       |  |

#### Deuxième circonscription (Dijon-II)
| Candidat       | Candidat            | Parti          | Premier tour | Premier tour | Second tour | Second tour |  |
| Candidat       | Candidat            | Parti          | Voix         | %            | Voix        | %           |  |
| -------------- | ------------------- | -------------- | ------------ | ------------ | ----------- | ----------- |  |
|                | François Japiot élu | CNIP           | 12 206       | 30,18        | 16 570      | 41,21       |  |
|                | Ernest Prat         | UNR            | 10 172       | 25,15        | 13 108      | 32,6        |  |
|                | Fernand Grenot      | SFIO           | 6 140        | 15,18        | 5 661       | 14,08       |  |
|                | Gilbert Longet      | PCF            | 5 082        | 12,57        | 4 874       | 12,12       |  |
|                | Gabriel Mignotte    | Modérés        | 4 778        | 11,81        | Retrait     | Retrait     |  |
|                | Francois Besson     | Extrême droite | 2 066        | 5,11         | Retrait     | Retrait     |  |
|                |                     |                |              |              |             |             |  |
| Inscrits       | Inscrits            | Inscrits       | 57 200       | 100,00       | 57 189      | 100,00      |  |
| Abstentions    | Abstentions         | Abstentions    | 15 611       | 27,29        | 16 409      | 28,69       |  |
| Votants        | Votants             | Votants        | 41 589       | 72,71        | 40 780      | 71,31       |  |
| Blancs et nuls | Blancs et nuls      | Blancs et nuls | 1 145        | 2,75         | 567         | 1,39        |  |
| Exprimés       | Exprimés            | Exprimés       | 40 444       | 97,25        | 40 213      | 98,61       |  |

#### Troisième circonscription (Beaune)
| Candidat       | Candidat         | Parti          | Premier tour | Premier tour | Second tour | Second tour |  |
| Candidat       | Candidat         | Parti          | Voix         | %            | Voix        | %           |  |
| -------------- | ---------------- | -------------- | ------------ | ------------ | ----------- | ----------- |  |
|                | Albert Lalle élu | CNIP           | 17 311       | 47,54        | 18 886      | 52,5        |  |
|                | Pierre Meunier   | UP (PCF)       | 8 471        | 23,27        | 10 776      | 29,96       |  |
|                | Auguste Variot   | SFIO           | 5 343        | 14,67        | Retrait     | Retrait     |  |
|                | René Jullien     | Modérés        | 5 285        | 14,52        | 6 310       | 17,54       |  |
|                |                  |                |              |              |             |             |  |
| Inscrits       | Inscrits         | Inscrits       | 51 826       | 100,00       | 51 793      | 100,00      |  |
| Abstentions    | Abstentions      | Abstentions    | 14 169       | 27,34        | 15 003      | 28,97       |  |
| Votants        | Votants          | Votants        | 37 657       | 72,66        | 36 790      | 71,03       |  |
| Blancs et nuls | Blancs et nuls   | Blancs et nuls | 1 247        | 3,31         | 818         | 2,22        |  |
| Exprimés       | Exprimés         | Exprimés       | 36 410       | 96,69        | 35 972      | 97,78       |  |

#### Quatrième circonscription (Montbard)
| Candidat       | Candidat           | Parti          | Premier tour | Premier tour | Second tour | Second tour |  |
| Candidat       | Candidat           | Parti          | Voix         | %            | Voix        | %           |  |
| -------------- | ------------------ | -------------- | ------------ | ------------ | ----------- | ----------- |  |
|                | Marcel Roclore élu | CNIP           | 10 936       | 29,68        | 19 091      | 54,79       |  |
|                | Fernand Petitfour  | SFIO           | 6 177        | 16,76        | 10 710      | 30,74       |  |
|                | Camille Darcy      | UNR            | 5 699        | 15,47        | Retrait     | Retrait     |  |
|                | Jacques Garcia     | PCF            | 4 664        | 12,66        | 5 042       | 14,47       |  |
|                | Robert Kuhn        | Radsoc         | 4 324        | 11,74        | Retrait     | Retrait     |  |
|                | Gabriel Moreau     | UFF            | 2 673        | 7,25         | Retrait     | Retrait     |  |
|                | Georges Martin     | Modérés        | 2 373        | 6,44         | Retrait     | Retrait     |  |
|                |                    |                |              |              |             |             |  |
| Inscrits       | Inscrits           | Inscrits       | 49 583       | 100,00       | 49 571      | 100,00      |  |
| Abstentions    | Abstentions        | Abstentions    | 11 995       | 24,19        | 13 421      | 27,07       |  |
| Votants        | Votants            | Votants        | 37 588       | 75,81        | 36 150      | 72,93       |  |
| Blancs et nuls | Blancs et nuls     | Blancs et nuls | 742          | 1,97         | 1 307       | 3,62        |  |
| Exprimés       | Exprimés           | Exprimés       | 36 846       | 98,03        | 34 843      | 96,38       |  |